# Resedablättriges Schaumkraut
Das Resedablättrige Schaumkraut oder Reseda-Schaumkraut (Cardamine resedifolia) ist eine Pflanzenart aus der Gattung der Schaumkräuter (Cardamine) innerhalb der Familie der Kreuzblütengewächse (Brassicaceae).

## Beschreibung

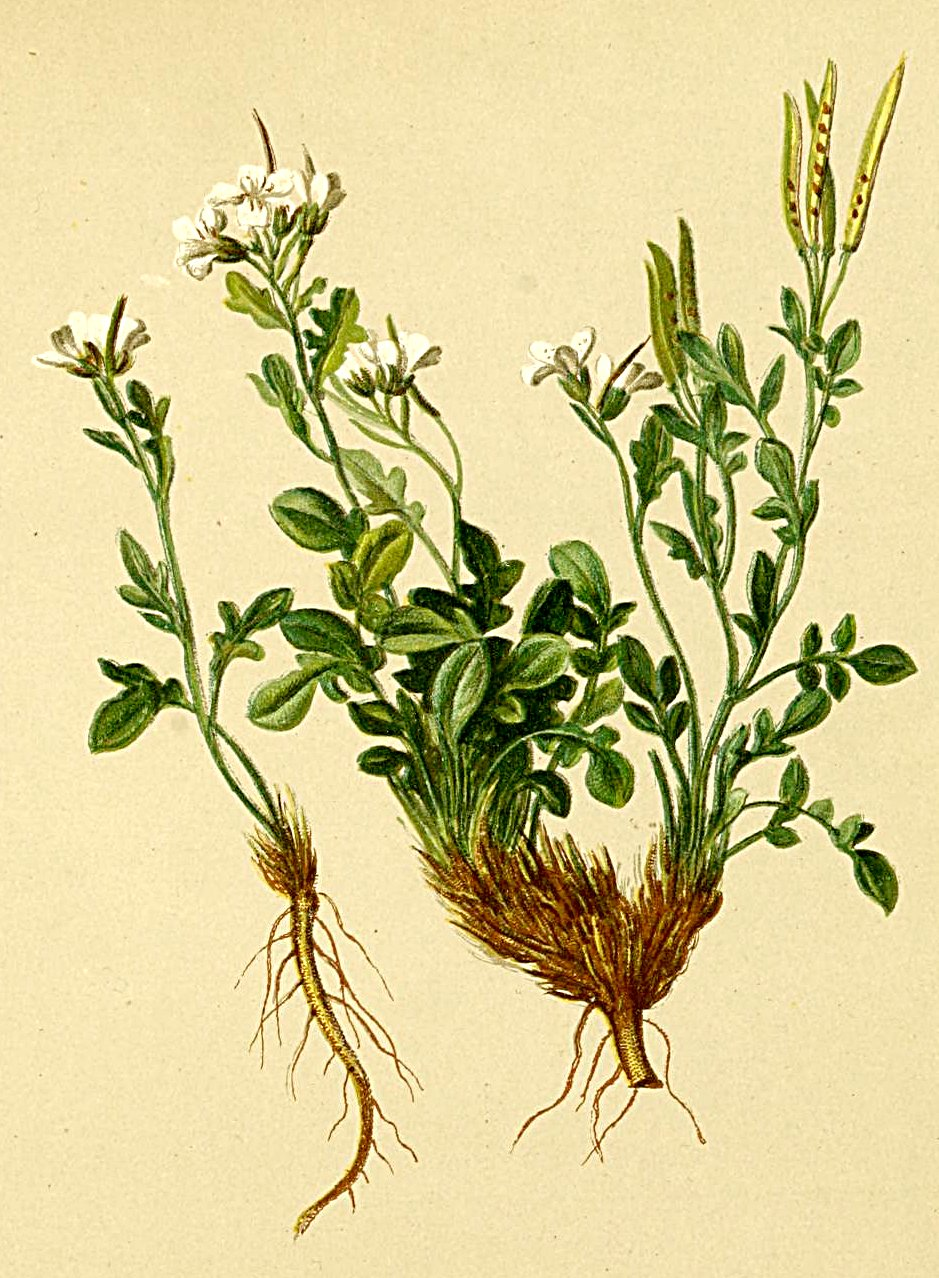
Illustration aus Atlas der Alpenflora

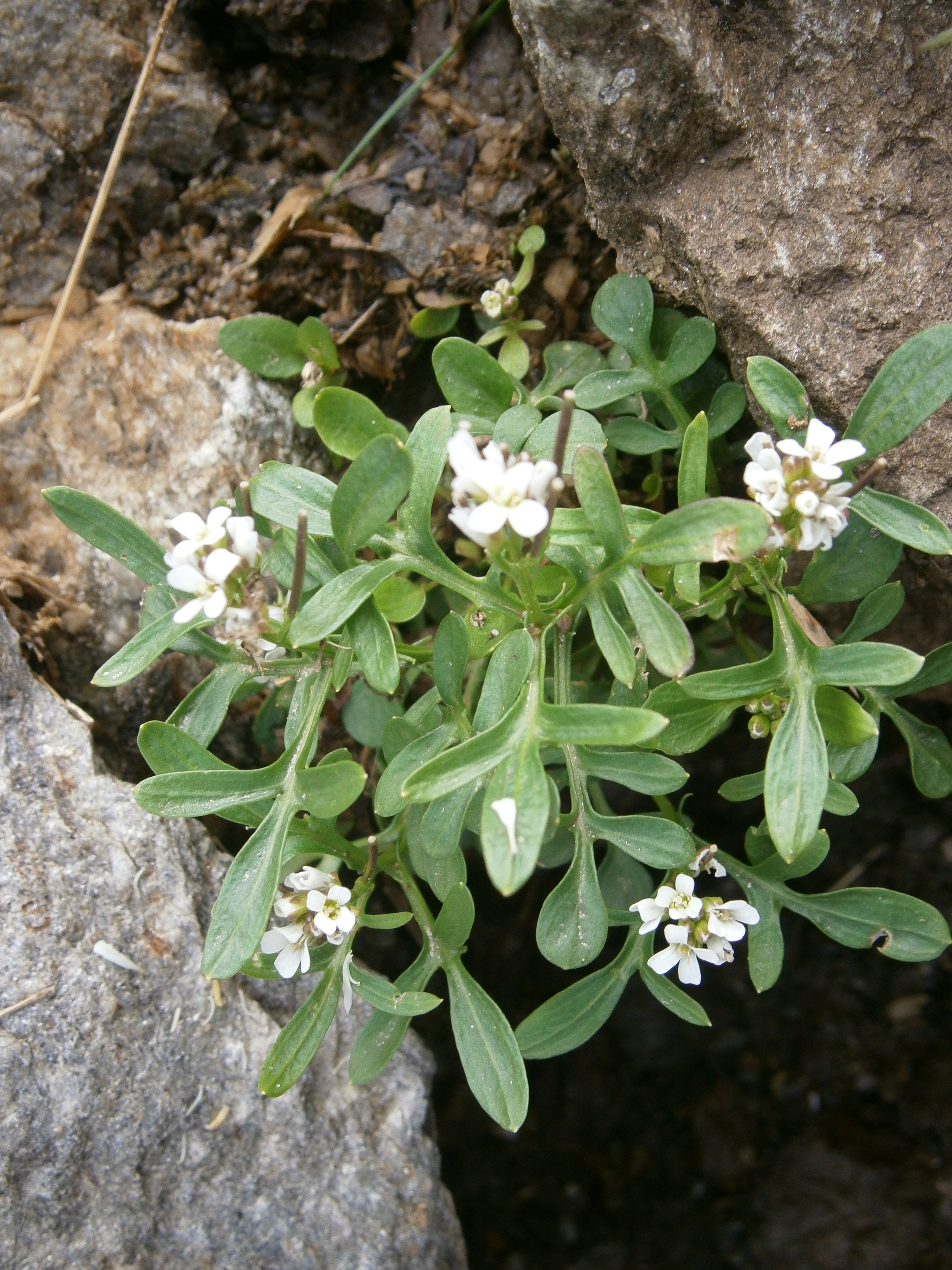
Habitus

### Vegetative Merkmale
Das Resedablättrige Schaumkraut ist eine ausdauernde, krautige Pflanze, die Wuchshöhen von etwa 2 bis 15 Zentimetern erreicht. Die Grundblätter sind rosettig angeordnet, wobei die älteren Blätter ungeteilt und die jüngeren Blätter dreiteilig sind. Die fiederschnittigen Stängelblätter bestehen aus zwei bis drei Paaren lineal-lanzettlicher Abschnitte und umfassen den Stängel mit zwei schmalen Zipfeln. Das Endblättchen ist breit-elliptisch oder verkehrt eiförmig.

### Generative Merkmale
Die Blütezeit reicht von März bis August. Der Blütenstand ist eine Doldentraube mit bis zu 12 Blüten. Die Blütenstiele sind aufrecht abstehend und 1,8 bis 4 Millimeter lang. Die Kelchblätter sind länglich, weiß hautrandig und 2 bis 3 Millimeter lang. Die zwittrigen Blüten sind vierzählig. Die vier weißen, freien Kronblätter sind 4 bis 6 Millimeter lang und keilförmig. Die äußeren Staubblätter sind 1,9 bis 2 Millimeter lang, die inneren 2 bis 2,5 Millimeter. Die Staubbeutel sind gelb. Die Schoten sind 12 bis 22 Millimeter lang und 1,2 bis 1,5 Millimeter breit. Die Samen sind kreisrund bis fast quadratisch und braun-gelb mit einem Flügelrand, der ß,4 Millimeter breit ist.
Die Chromosomenzahl beträgt 2n = 16.

## Vorkommen
Das Resedablättrige Schaumkraut ist in Süd-, Südost- und Mitteleuropa verbreitet. Das Verbreitungsgebiet reicht von Spanien bis zum Balkan und umfasst die Karpaten, die Sudeten sowie den Böhmerwald. In den Zentralalpen ist sie häufig, in den nördlichen Kalkalpen selten. In den Allgäuer Alpen steigt sie in Vorarlberg am Gipfel des Elferkopfs bis zu einer Höhenlage von 2384 Metern auf. Die höchsten beobachteten Fundorte liegen in Tirol bei 3160 Meter, in Graubünden bei 3280 Meter und im Wallis am Monte Rosa bei 3500 Meter Meereshöhe.
Diese kalkmeidende Pflanzenart gedeiht in Steinschuttfluren auf der alpinen und subalpinen Höhenstufe, Schneetälchen und auf feuchten Felsen. Sie ist Verbandscharakterart des Androsacion-alpinae-Verbands, kommt aber auch im Verband Androsacion-vandellii in Silikatfelsspalten vor.
Die ökologischen Zeigerwerte nach Landolt & al. 2010 sind in der Schweiz: Feuchtezahl F = 3 (mäßig feucht), Lichtzahl L = 5 (sehr hell), Reaktionszahl R = 2 (sauer), Temperaturzahl T = 1+ (unter-alpin, supra-subalpin und ober-subalpin), Nährstoffzahl N = 2 (nährstoffarm), Kontinentalitätszahl K = 3 (subozeanisch bis subkontinental).

## Ökologie
Das Resedablättrige Schaumkraut besitzt die Fähigkeit, aus der Stängelbasis unterhalb der Blattrosette lange, wurzel- und blattlose Spross-Stücke zu erzeugen. Das ermöglicht es der Art, im Geröll wieder an die Oberfläche zu kommen oder Moosrasen zu durchwachsen.